# Науки о здоровье
Науки о здоровье — это те науки, основная часть которых сосредотачивается на здоровье или здравоохранении. Эти два направления относятся к нескольким академическим дисциплинам (STEM), а также к новым дисциплинам, связанным с безопасностью пациентов (исследования в социальной помощи), и тесно соотносятся с актуальными знаниями всей области здравоохранения.
База знаний медицинских наук в настоящее время весьма разнообразна: в этой области существует предвзятость в сторону высокой оценки знаний, вытекающих из взглядов на человеческую деятельность, направленных на управление и контроль (что воплощено в эпистемологической основе дизайнов рандомизированных контрольных испытаний); если сравнивать это с более гуманитарными взглядами на человеческую деятельность, взятыми, например, в исследованиях, основанных на этнографии).

## Клиническая медицина и её отрасли
Медицина — прикладная наука включающая диагностику, лечение и профилактику заболеваний. Она включает в себя разнообразные методы оказания медицинской помощи, разработанные для поддержания и восстановления здоровья.
Основные направления внутри науки:
- Анестезиология — раздел медицины, который занимается жизнеобеспечением и анестезией во время операций.
- Ангиология — раздел медицины, занимающийся заболеваниями системы кровообращения.
- Аудиология — фокусируется на профилактике и лечении нарушений слуха.
- Бариатрия — отрасль хирургии, которая занимается изучением причин, профилактикой и лечением ожирения.
- Ветеринария — раздел медицины, которая занимается профилактикой, диагностикой и лечением заболеваний, расстройств и травм у животных.
- Семейная медицина[англ.] и общая врачебная практика — крупный раздел медицины, посвященный комплексному уходу за здоровьем людей всех возрастов.
- Гастроэнтерология — раздел медицины, которая занимается изучением и уходом за пищеварительной системой.
- Гематология — раздел медицины, занимающийся кровью и кровеносной системой.
- Гепатология — раздел медицины, который занимается проблемами печени, желчного пузыря и желчевыводящей системы[англ.].
- Гериатрия — отрасль терапии, которая занимается здоровьем и благополучием пожилых людей.
- Гинекология — раздел медицины, которая занимается здоровьем женской репродуктивной системы и груди.
- Дерматология — раздел медицины, изучающий кожу, её структуру, функции и заболевания.
- Интенсивная терапия и Реаниматология — основное внимание уделяется жизнеобеспечению и интенсивной терапии тяжелобольных пациентов.
- Инфекционные болезни — раздел медицины, занимающийся диагностикой и лечением инфекционных заболеваний, особенно для сложных случаев и пациентов с ослабленным иммунитетом.
- Кардиология — раздел медицины, которая занимается заболеваниями сердца и сосудов.
- Кинезиология — преимущественное научное исследование движений человеческого или нечеловеческого тела, а также отрасль практической медицины.
- Клинико-лабораторная диагностика[англ.] — раздел медицины, которая занимается диагностическими лабораторными исследованиями и тестами и их интерпретацией.
- Клиническая психология — Медицинская дисциплина, занимающаяся биопсихосоциальным исследованием психики, мозга, поведения, а также диагностикой, лечением и профилактикой психических расстройств.
- Медицинская физика — отрасль медицины и науки, которая занимается применением концепций, теорий и методов физики в медицине или здравоохранении.
- Неврология — раздел медицины, который занимается мозгом и нервной системой .
- Неотложная помощь[англ.]* — фокусируется на первичной помощи, оказываемой бригадами неотложной помощи, а также в специализированных отделениях неотложной помощи[англ.].
- Нефрология — раздел медицины, который занимается изучением и лечением почек.
- Онкология — раздел медицины, изучающая рак и прочие онкологические заболевания.
- Ортопедия — раздел медицины связанный с заболеваниями опорно-двигательного аппарата.
- Оториноларингология — раздел медицины, которая занимается ушами, носом[англ.] и горлом.
- Офтальмология — раздел медицины, который занимается проблемами глаз.
- Патология — крупный раздел медицины изучающий структуру болезней, а также причин, процессов, характера и развития болезни.
- Педиатрия — крупный раздел медицины, который занимается общим здоровьем и благополучием детей.
- Терапия — крупный раздел медицины, занимающийся здоровьем взрослых людей.
- Общественное здоровье и здравоохранение — раздел медицины, занимающаяся организацией медицинской помощи.
- Скорая медицинская помощь — раздел экстренной медицинской помощи оказываемой специализированными бригадами СМП, с последующей возможной госпитализацией в дежурную больницу.
- Стоматология — крупный раздел медицины, состоящий из исследования, диагностики, профилактики и лечения заболеваний, расстройств и различных состояний полости рта, как в зубных рядах[англ.], так и на слизистой оболочке полости рта[англ.], а также прилегающих структурах и тканях челюстно-лицевой области.
- Психиатрия — раздел медицины, который занимается изучением, диагностикой, лечением и профилактикой психических расстройств.
- Пульмонология — раздел медицины, который занимается респираторной системой.
- Радиология — отрасль медицины, в которой для диагностики и лечения заболеваний используются медицинские изображения.
- Ревматология — раздел медицины, который занимается диагностикой и лечением ревматических заболеваний.
- Спланхнология — отрасль медицины, которая занимается висцеральными органами.
- Урология — разделмедицины, которая занимается мочевыводящей системой и мужской репродуктивной системой.
- Фармакология — изучение и практическое применение приготовления, использования и эффектов лекарственных и синтетических лекарств.
- Хирургия — крупный раздел медицины, в которой используются оперативные методы для исследования или лечения заболеваний и травм, а также для улучшения функций или внешнего вида организма.
- Эндокринология — раздел медицины, занимающаяся нарушениями эндокринной системы.

## История наук о здоровье
- История медицины

## Общие концепции наук о здоровье
- Болезнь
- Выздоровление[англ.]
- Здоровье
- Врач
  - Стоматолог
  - Терапевт
  - Хирург
  - Ветеринар
- Больница
- Медсестра
- Медикамент
- Операция

## Диагностические методы
- Физикальное обследование
  - Аускультация
  - Перкуссия
- Анамнез
- Визуализация
  - Рентген
  - Компьютерная томография
  - ПЭТ-сканирование
  - Магнитно-резонансная томография
  - Однофотонная эмиссионная компьютерная томография
  - Ультразвуковое исследование
  - Микроскопия
- Венепункция